# Subnautica
Subnautica – komputerowa gra survivalowa z elementami przygodowej gry akcji z otwartym światem, wyprodukowana i wydana przez Unknown Worlds Entertainment. Gracze mogą swobodnie odkrywać oceany obcej planety, zwanej 4546B, po tym jak ich statek kosmiczny „Aurora” rozbił się na powierzchni globu. Muszą zbierać surowce oraz stawić czoła nieznanym wcześniej stworzeniom, aby mieć szansę przetrwać.
Subnautica została wydana w ramach wczesnego dostępu, początkowo na Microsoft Windows w grudniu 2014, następnie w czerwcu 2015 na macOS oraz w maju 2016 na Xbox One. Fazę wczesnego dostępu opuściła w styczniu 2018, ukazując się na Microsoft Windows i macOS, a wersje na Xbox One i PlayStation 4 wydano w grudniu 2018. Do stycznia 2020 Subnautica sprzedała się w ponad 5 milionach kopii. Premiera wersji na Nintendo Switch została zapowiedziana na maj 2021.
Kontynuacja pod tytułem Subnautica: Below Zero została wydana 14 maja 2021 roku.

## Rozgrywka
Subnautica to gra łącząca elementy przygodowej gry akcji i survivalu osadzona w otwartym świecie, widoczna z perspektywy pierwszoosobowej. Gracz wciela się w postać samotnego rozbitka z kosmicznego statku Aurora, uwięzionego na planecie zwanej „4546B”.
Rozgrywka osadzona jest w głębinach oceanu. Gracz może odsłuchiwać komunikaty i zbierać pozostawione notatki, dzięki czemu rozwija wątek główny. Gracz zbiera materiały, buduje narzędzia, bazy, pilotuje okręty podwodne oraz bada naturę planety 4546B.
Subnautica obsługuje zestawy VR, takie jak HTC Vive czy Oculus Rift.

## Fabuła
Akcja gry Subnautica rozgrywa się pod koniec XXII wieku, kiedy ludzkość rozpoczyna kolonizować inne systemy gwiezdne. Statek kosmiczny Aurora, który należy do korporacji Alterra, zostaje wysłany do systemu na zewnętrznych krańcach znanej wówczas przestrzeni, a dokładniej do obszaru zwanego Ramieniem Ariadny. Jego główną misją jest zamontowanie bramy czasoprzestrzennej, jednakże nie jest to jego jedyne zadanie. Oprócz głównej misji ma również drugie zadanie, którym jest znalezienie i, jeżeli jest to możliwe, uratowanie zaginionej załogi statku Degasi, który rozbił się na planecie 4546B dziesięć lat wcześniej. Po tym jak Aurora wlatuje na orbitę planety 4546B, załoga traci całkowitą kontrolę nad statkiem przez impuls energetyczny, wskutek czego statek rozbija się na powierzchni. Niektórym członkom załogi udaje się ewakuować ze statku Aurora w trakcie spadania. Jedną z tych osób jest postać kontrolowana przez gracza.  W grze można znaleźć wzmianki o innych rozbitkach załogi poprzez nagrania radiowe z ich kapsuł. Gracz odnajduje też nagrania załogi innego statku – Degasi z których wynika, że początkowo przeżyło tylko trzech członków jego załogi, którzy w momencie gry prawdopodobnie nie żyją. Ostatecznie tylko postać gracza przeżywa ewakuację, zostając samotnym rozbitkiem.
Gracz dowiaduje się o istnieniu prekursorów – starożytnej, zaawansowanej obcej rasy, która przybyła na planetę 4546B około tysiąca lat przed rozbiciem się statku Aurora w poszukiwaniu antidotum na wysoce zakaźną chorobę, zwaną bakterią Kharaa.
Prekursorzy odkryli bakterię Kharaa podczas badania nieznanej wcześniej planety. Zaraza rozprzestrzeniła się z powodu awarii systemów kwarantanny zabijając ponad 143 miliardów organizmów. Prekursorzy przeszukując tysiące planet w celu próby odnalezienia lekarstwa zlokalizowali na planecie 4546B gatunek, który nazwano lewiatanem cesarskim. Odkryto, że lewiatany cesarskie produkują enzym 42, który zatrzymuje objawy bakterii Kharaa, jednakże ostatni lewiatan cesarski jest za stary, aby wyprodukować wystarczającą ilość enzymu 42. Prekursorzy próbowali wykluć młode lewiatana cesarskiego poprzez wytworzenie sztucznych warunków wylęgowych, lecz nie mogli oni znaleźć odpowiedniej formuły. Aby prześledzić proces wykluwania się jaj lewiatana cesarskiego prekursorzy ukradli jaja pokrewnemu gatunkowi, jakim jest lewiatański smok morski, aczkolwiek rodzic jaj podążył za prekursorami, powodując awarię placówki badawczej, a tym samym rozprzestrzenienie się bakterii Kharaa na planecie 4546B. Zmuszeni do ewakuacji prekursorzy włączyli system kwarantanny przy użyciu specjalnej platformy strażniczej, która zestrzeliwuje wszystkie statki próbujące wylądować lub wydostać się z orbity planety. Jak się okazało, to właśnie ta platforma spowodowała katastrofę statków „Degasi”, „Aurory” i  „Sunbeam”.
Lewiatan cesarski zamknięty w specjalnej placówce poszukuje wolności dla swoich młodych, więc komunikuje się telepatycznie z graczem i pomaga mu odnaleźć placówkę w której jest przetrzymywany. Udziela on graczowi potrzebnych informacji jak wykluć i uwolnić młode. W rezultacie gracz wykluwa jaja, a w zamian zostaje wyleczony przez młode lewiatana cesarskiego. Gracz wyłącza platformę strażniczą (jest to możliwe tylko wtedy, gdy nie jest zarażonym bakterią Kharaa) i konstruuje rakietę ewakuacyjną Neptun ze schematów znalezionych we wraku Aurory, na której ucieka z planety.
Po napisach końcowych postać gracza dowiaduje się, iż ma niespłacony dług w wysokości 1 biliona kredytów, ponieważ sprzęt oraz wszystkie wydobyte materiały podczas gry są własnością Alterry.

## Rozwój
17 grudnia 2013 roku Unknown Worlds Entertainment poinformował o rozpoczęciu prac nad grą. Reżyserem i głównym programistą został Charlie Cleveland, a producentem Hugh Jeremy Ścieżkę audio gry skomponował Simon Chyliński.
Charlie Cleveland był bardzo mocno zainspirowany Minecraftem, który, jak zauważył, „zmienił branżę gier komputerowych” i „odrzucił wszystkie tradycyjne gry skupione na wykonywaniu wyzwań i rozwoju”. Premiera Minecrafta zbiegła się w czasie z wydaniem gry Natural Selection 2 przez Unknown Worlds, gdzie deweloperzy chcieli stworzyć grę podobną do Minecrafta. Do inspiracji należą także nurkowanie, fotografie Jamesa Camerona. Celem twórców było oddanie uczucia „eksploracji głębokich, mrocznych, na przemian pięknych i przerażających głębin oceanów”. Zdaniem Clevelanda Subnautica nie jest grą survivalową, lecz eksploracyjną.
Do wczesnego dostępu gra została udostępniona na Steamie 16 grudnia 2014 roku, a na Xbox One Preview 17 maja 2016 roku. W pierwszych wersjach Subnautica nie miała mechaniki głodu oraz pragnienia. Pełna wersja gry została wydana 23 stycznia 2018 roku na PC, jednak użytkownicy Xbox One i PlayStation 4 musieli czekać do 4 grudnia 2018 roku.

## Odbiór
Subnautica została odebrana pozytywnie już we wczesnym dostępie. Ian Birnbaum z magazynu „PC Gamer” opisał grę jako „podwodny Minecraft”, zauważając, że „z doświadczonym deweloperem na czele i różnorodnością oceanów, upłynie dużo czasu nim gra się znudzi. W miarę postępu w grze Subnautica staje się wyjątkowym przykładem tego, jak próba przetrwania może być napięta i satysfakcjonująca”. Marsh Davies ze strony Rock, Paper, Shotgun pochwalił satysfakcjonujący charakter odkrywania świata gry, aczkolwiek skrytykował grę za arbitralność i brak intuicji przy niektórych schematach w grze.
Gra w wydaniu na PC w agregatorze Metacritic uzyskała 87/100 punktów, na Xbox One 81/100, a na PlayStation 4 80/100.
Do stycznia 2020 roku gra sprzedała się w liczbie ponad 5 milionów sztuk na wszystkich platformach.

### Nagrody
| Rok  | Nagroda                                                | Kategoria                           | Wynik     | Źródło               |
| ---- | ------------------------------------------------------ | ----------------------------------- | --------- | -------------------- |
| 2018 | Golden Joystick Awards                                 | Najlepszy design graficzny          | nominacja | [ 25 ] [ 26 ] [ 27 ] |
| 2018 | Golden Joystick Awards                                 | Najlepszy design graficzny          | nominacja | [ 25 ] [ 26 ] [ 27 ] |
| 2018 | Golden Joystick Awards                                 | Nagroda przełomu (Unknown Worlds)   | wygrana   | [ 25 ] [ 26 ] [ 27 ] |
| 2018 | Golden Joystick Awards                                 | Gra roku na PC                      | wygrana   | [ 25 ] [ 26 ] [ 27 ] |
| 2018 | Golden Joystick Awards                                 | Gra roku                            | nominacja | [ 25 ] [ 26 ] [ 27 ] |
| 2018 | Gamers' Choice Awards                                  | Ulubiona gra niezależna             | wygrana   | [ 28 ]               |
| 2018 | D.I.C.E. Awards                                        | Wybitne osiągnięcie w projekcie gry | nominacja | [ 29 ]               |
| 2019 | Nagroda National Academy of Video Game Trade Reviewers | Gra roku                            | nominacja | [ 30 ]               |
| 2019 | Nagroda National Academy of Video Game Trade Reviewers | Efekty dźwiękowe                    | nominacja | [ 30 ]               |